# Institut d'études de sécurité de l'Union européenne
Pour les articles homonymes, voir ISS.
L’Institut d’études de sécurité de l’Union européenne ou IESUE (en anglais : Institute for Security Studies ou ISS) est une agence de l’Union européenne dont l'objectif est de promouvoir une culture de sécurité européenne commune, de contribuer à développer et à faire connaître la politique étrangère et de sécurité (PESC), et d’enrichir le débat stratégique européen.
L’IESUE est un partenaire du Collège européen de sécurité et de défense (CESD).

## Historique
L’IESUE a été créé par une action commune du Conseil le 20 juillet 2001 en vue de remplacer l’Institut d'études de sécurité de l'Union de l'Europe occidentale (créé en juillet 1990). Il a été inauguré le 1er janvier 2002.
L'action commune a été modifiée par l’action commune du 21 décembre 2006. Par souci de clarté juridique, l'action commune de 2001 et l'action commune modificative de 2006 sont abrogées le 9 février 2014 par l'adoption décision no 2014/75/PESC, laquelle regroupe le contenu en vigueur de ces actions communes et invite l'Institut à la poursuite de ses activités.
Avant le traité de Lisbonne, elle dépendait du 2e pilier.

## Fonctionnement

### Conseil d'administration

#### Fonctions
Le Conseil d'administration a pour fonction d'approuver le programme de travail annuel (mission et tâche de l'IESUE) et le budget de l'Institut,. Il discute également des questions de fonctionnement et de personnel de l'Institut.
Le Conseil peut également créé des groupes de travail ad hoc ou des comités permanents traitant de sujets spécifiques en lien avec ses compétences.

#### Composition
Le Haut Représentant de l'Union pour les affaires étrangères et la politique de sécurité ou un représentant préside le Conseil d'administration. Les autres membres de cet organe sont des représentants désignés par chacun des États membres (ces représentants peuvent également être représenté, voire accompagné d'un suppléant) et un représentant de la Commission européenne. Enfin, le directeur de l'Institut ou son représentant assiste généralement aux réunions du Conseil d'administration. Le président du Comité militaire de l'Union européenne et le directeur de l'état-major de l'Union européenne peuvent également assister aux réunions.
La fonction de secrétariat du Conseil d'administration est assurée par le Service européen pour l'action extérieure.

#### Réunions et prises de décisions
Les réunions du Conseil d'administration ont lieu deux fois par an minimum à la demande de son président, le Haut Représentant. Elles peuvent également être convoquée à la demande d'un tiers de ses membres.
Les prises de décision au sein du Conseil d'administration se font à la majorité qualifiée des représentants de États membres. La pondération applicable est celle de l'article 16(4) et (5) du traité sur l'Union européenne qui est comme suit : 

« 4. À partir du 1er novembre 2014, la majorité qualifiée se définit comme étant égale à au moins 55 % des membres du Conseil, comprenant au moins quinze d'entre eux et représentant des États membres réunissant au moins 65 % de la population de l'Union.

Une minorité de blocage doit inclure au moins quatre membres du Conseil, faute de quoi la majorité qualifiée est réputée acquise.

Les autres modalités régissant le vote à la majorité qualifiée sont fixées à l'article 238, paragraphe 2 du traité sur le fonctionnement de l'Union européenne.

5. Les dispositions transitoires relatives à la définition de la majorité qualifiée qui sont applicables jusqu'au 31 octobre 2014, ainsi que celles qui seront applicables entre le 1er novembre 2014 et le 31 mars 2017, sont fixées par le protocole sur les dispositions transitoires. »

— Article 16(4) et (5) du traité sur l'Union européenne

### Comité de surveillance et autonomie
Le Comité de surveillance est composé du Comité politique et de sécurité (CoPS) et de la Haut Représentant de l'Union pour les affaires étrangères et la politique de sécurité. Le CoPS exerce une surveillance de type politique tandis que la direction opérationnelle est menée par la Haute Représentante. En dépit de cette surveillance, l'IESUE dispose de la pleine « indépendance intellectuelle et […] autonomie de fonctionnement ».
La structure de commandement et de contrôle (C2) de l'Union européenne, telle qu'elle est dirigée par des organes politiques composés de représentants des États membres et nécessitant généralement des décisions unanimes, depuis avril 2019 :
Liaison :  Conseils et des recommandations  Soutien et suivi  Travaux préparatoires 
| Niveau politique stratégique :         |                |                |                |                |                |  |  |                         |                         |                         |                         |                         |                         |  |  |                                                              |                                                              |                                                              |                                                              |                                                              |                                                              |  |  |                                          |                                          |                                          |                                          |                                          |                                          |                        |                        |                        |                        |
| EU ISS (IESUE)                         | EU ISS (IESUE) | EU ISS (IESUE) | EU ISS (IESUE) | EU ISS (IESUE) | EU ISS (IESUE) |  |  |                         |                         |                         |                         |                         |                         |  |  | Président du Conseil européen                                | Président du Conseil européen                                | Président du Conseil européen                                | Président du Conseil européen                                | Président du Conseil européen                                | Président du Conseil européen                                |  |  |                                          |                                          |                                          |                                          | Chaîne de commandement                   | Chaîne de commandement                   | Chaîne de commandement | Chaîne de commandement | Chaîne de commandement | Chaîne de commandement |
| EU ISS (IESUE)                         | EU ISS (IESUE) | EU ISS (IESUE) | EU ISS (IESUE) | EU ISS (IESUE) | EU ISS (IESUE) |  |  |                         |                         |                         |                         |                         |                         |  |  | Président du Conseil européen                                | Président du Conseil européen                                | Président du Conseil européen                                | Président du Conseil européen                                | Président du Conseil européen                                | Président du Conseil européen                                |  |  |                                          |                                          |                                          |                                          | Chaîne de commandement                   | Chaîne de commandement                   | Chaîne de commandement | Chaîne de commandement | Chaîne de commandement | Chaîne de commandement |
|                                        |                |                |                |                |                |  |  |                         |                         |                         |                         |                         |                         |  |  |                                                              |                                                              |                                                              |                                                              |                                                              |                                                              |  |  |                                          |                                          |                                          |                                          | Coordination / support                   |                                          |                        |                        |                        |                        |
|                                        |                |                |                |                |                |  |  |                         |                         |                         |                         |                         |                         |  |  |                                                              |                                                              |                                                              |                                                              |                                                              |                                                              |  |  |                                          |                                          |                                          |                                          |                                          |                                          |                        |                        |                        |                        |
| SatCen (CSUE)                          | SatCen (CSUE)  | SatCen (CSUE)  | SatCen (CSUE)  | SatCen (CSUE)  | SatCen (CSUE)  |  |  | CIVCOM                  | CIVCOM                  | CIVCOM                  | CIVCOM                  | CIVCOM                  | CIVCOM                  |  |  | Haut représentant (CAE)                                      | Haut représentant (CAE)                                      | Haut représentant (CAE)                                      | Haut représentant (CAE)                                      | Haut représentant (CAE)                                      | Haut représentant (CAE)                                      |  |  |                                          |                                          |                                          |                                          |                                          |                                          |                        |                        |                        |                        |
| SatCen (CSUE)                          | SatCen (CSUE)  | SatCen (CSUE)  | SatCen (CSUE)  | SatCen (CSUE)  | SatCen (CSUE)  |  |  | CIVCOM                  | CIVCOM                  | CIVCOM                  | CIVCOM                  | CIVCOM                  | CIVCOM                  |  |  | Haut représentant (CAE)                                      | Haut représentant (CAE)                                      | Haut représentant (CAE)                                      | Haut représentant (CAE)                                      | Haut représentant (CAE)                                      | Haut représentant (CAE)                                      |  |  |                                          |                                          |                                          |                                          |                                          |                                          |                        |                        |                        |                        |
|                                        |                |                |                |                |                |  |  |                         |                         |                         |                         |                         |                         |  |  |                                                              |                                                              |                                                              |                                                              |                                                              |                                                              |  |  |                                          |                                          |                                          |                                          |                                          |                                          |                        |                        |                        |                        |
| IntCen                                 | IntCen         | IntCen         | IntCen         | IntCen         | IntCen         |  |  | Haut représentant (GPM) | Haut représentant (GPM) | Haut représentant (GPM) | Haut représentant (GPM) | Haut représentant (GPM) | Haut représentant (GPM) |  |  | Haut représentant (CoPS) (******)                            | Haut représentant (CoPS) (******)                            | Haut représentant (CoPS) (******)                            | Haut représentant (CoPS) (******)                            | Haut représentant (CoPS) (******)                            | Haut représentant (CoPS) (******)                            |  |  | Président du EUMC                        | Président du EUMC                        | Président du EUMC                        | Président du EUMC                        | Président du EUMC                        | Président du EUMC                        |                        |                        |                        |                        |
| IntCen                                 | IntCen         | IntCen         | IntCen         | IntCen         | IntCen         |  |  |                         | Haut représentant (GPM) | Haut représentant (GPM) | Haut représentant (GPM) | Haut représentant (GPM) | Haut représentant (GPM) |  |  | Haut représentant (CoPS) (******)                            | Haut représentant (CoPS) (******)                            | Haut représentant (CoPS) (******)                            | Haut représentant (CoPS) (******)                            | Haut représentant (CoPS) (******)                            | Haut représentant (CoPS) (******)                            |  |  | Président du EUMC                        | Président du EUMC                        | Président du EUMC                        | Président du EUMC                        | Président du EUMC                        | Président du EUMC                        |                        |                        |                        |                        |
|                                        |                |                |                |                |                |  |  |                         |                         |                         |                         |                         |                         |  |  |                                                              |                                                              |                                                              |                                                              |                                                              |                                                              |  |  |                                          |                                          |                                          |                                          |                                          |                                          |                        |                        |                        |                        |
| CMPD                                   | CMPD           | CMPD           | CMPD           | CMPD           | CMPD           |  |  |                         |                         |                         |                         |                         |                         |  |  |                                                              |                                                              |                                                              |                                                              |                                                              |                                                              |  |  | Directeur général de l'EMUE (***)        | Directeur général de l'EMUE (***)        | Directeur général de l'EMUE (***)        | Directeur général de l'EMUE (***)        | Directeur général de l'EMUE (***)        | Directeur général de l'EMUE (***)        |                        |                        |                        |                        |
| CMPD                                   | CMPD           | CMPD           | CMPD           | CMPD           | CMPD           |  |  |                         |                         |                         |                         |                         |                         |  |  |                                                              |                                                              |                                                              |                                                              |                                                              |                                                              |  |  | Directeur général de l'EMUE (***)        | Directeur général de l'EMUE (***)        | Directeur général de l'EMUE (***)        | Directeur général de l'EMUE (***)        | Directeur général de l'EMUE (***)        | Directeur général de l'EMUE (***)        |                        |                        |                        |                        |
| Niveau stratégique militaire / civil : |                |                |                |                |                |  |  |                         |                         |                         |                         |                         |                         |  |  |                                                              |                                                              |                                                              |                                                              |                                                              |                                                              |  |  |                                          |                                          |                                          |                                          |                                          |                                          |                        |                        |                        |                        |
|                                        |                |                |                |                |                |  |  |                         |                         |                         |                         |                         |                         |  |  |                                                              |                                                              |                                                              |                                                              |                                                              |                                                              |  |  |                                          |                                          |                                          |                                          |                                          |                                          |                        |                        |                        |                        |
|                                        |                |                |                |                |                |  |  | Dir. MPCC (***) (MPCC)  | Dir. MPCC (***) (MPCC)  | Dir. MPCC (***) (MPCC)  | Dir. MPCC (***) (MPCC)  | Dir. MPCC (***) (MPCC)  | Dir. MPCC (***) (MPCC)  |  |  | Cellule commune de coordination en matière de soutien (JSCC) | Cellule commune de coordination en matière de soutien (JSCC) | Cellule commune de coordination en matière de soutien (JSCC) | Cellule commune de coordination en matière de soutien (JSCC) | Cellule commune de coordination en matière de soutien (JSCC) | Cellule commune de coordination en matière de soutien (JSCC) |  |  | Directeur du CPCC (Civ OpCdr) (CPCC) (*) | Directeur du CPCC (Civ OpCdr) (CPCC) (*) | Directeur du CPCC (Civ OpCdr) (CPCC) (*) | Directeur du CPCC (Civ OpCdr) (CPCC) (*) | Directeur du CPCC (Civ OpCdr) (CPCC) (*) | Directeur du CPCC (Civ OpCdr) (CPCC) (*) |                        |                        |                        |                        |
|                                        |                |                |                |                |                |  |  | Dir. MPCC (***) (MPCC)  | Dir. MPCC (***) (MPCC)  | Dir. MPCC (***) (MPCC)  | Dir. MPCC (***) (MPCC)  | Dir. MPCC (***) (MPCC)  | Dir. MPCC (***) (MPCC)  |  |  | Cellule commune de coordination en matière de soutien (JSCC) | Cellule commune de coordination en matière de soutien (JSCC) | Cellule commune de coordination en matière de soutien (JSCC) | Cellule commune de coordination en matière de soutien (JSCC) | Cellule commune de coordination en matière de soutien (JSCC) | Cellule commune de coordination en matière de soutien (JSCC) |  |  | Directeur du CPCC (Civ OpCdr) (CPCC) (*) | Directeur du CPCC (Civ OpCdr) (CPCC) (*) | Directeur du CPCC (Civ OpCdr) (CPCC) (*) | Directeur du CPCC (Civ OpCdr) (CPCC) (*) | Directeur du CPCC (Civ OpCdr) (CPCC) (*) | Directeur du CPCC (Civ OpCdr) (CPCC) (*) |                        |                        |                        |                        |
| Niveau opérationnel :                  |                |                |                |                |                |  |  |                         |                         |                         |                         |                         |                         |  |  |                                                              |                                                              |                                                              |                                                              |                                                              |                                                              |  |  |                                          |                                          |                                          |                                          |                                          |                                          |                        |                        |                        |                        |
|                                        |                |                |                |                |                |  |  | MF Cdr (****) (MFHQ)    | MF Cdr (****) (MFHQ)    | MF Cdr (****) (MFHQ)    | MF Cdr (****) (MFHQ)    | MF Cdr (****) (MFHQ)    | MF Cdr (****) (MFHQ)    |  |  |                                                              |                                                              |                                                              |                                                              |                                                              |                                                              |  |  | Chef de mission (*)                      | Chef de mission (*)                      | Chef de mission (*)                      | Chef de mission (*)                      | Chef de mission (*)                      | Chef de mission (*)                      |                        |                        |                        |                        |
|                                        |                |                |                |                |                |  |  | MF Cdr (****) (MFHQ)    | MF Cdr (****) (MFHQ)    | MF Cdr (****) (MFHQ)    | MF Cdr (****) (MFHQ)    | MF Cdr (****) (MFHQ)    | MF Cdr (****) (MFHQ)    |  |  |                                                              |                                                              |                                                              |                                                              |                                                              |                                                              |  |  | Chef de mission (*)                      | Chef de mission (*)                      | Chef de mission (*)                      | Chef de mission (*)                      | Chef de mission (*)                      | Chef de mission (*)                      |                        |                        |                        |                        |
| Niveau tactique :                      |                |                |                |                |                |  |  |                         |                         |                         |                         |                         |                         |  |  |                                                              |                                                              |                                                              |                                                              |                                                              |                                                              |  |  |                                          |                                          |                                          |                                          |                                          |                                          |                        |                        |                        |                        |
|                                        |                |                |                |                |                |  |  |                         |                         |                         |                         |                         |                         |  |  |                                                              |                                                              |                                                              |                                                              |                                                              |                                                              |  |  |                                          |                                          |                                          |                                          |                                          |                                          |                        |                        |                        |                        |
|                                        |                |                |                |                |                |  |  |                         |                         |                         |                         |                         |                         |  |  |                                                              |                                                              |                                                              |                                                              |                                                              |                                                              |  |  |                                          |                                          |                                          |                                          |                                          |                                          |                        |                        |                        |                        |
| CC(**) Terre                           | CC(**) Terre   | CC(**) Terre   | CC(**) Terre   | CC(**) Terre   | CC(**) Terre   |  |  | CC(**) Air              | CC(**) Air              | CC(**) Air              | CC(**) Air              | CC(**) Air              | CC(**) Air              |  |  | CC(**) Mer                                                   | CC(**) Mer                                                   | CC(**) Mer                                                   | CC(**) Mer                                                   | CC(**) Mer                                                   | CC(**) Mer                                                   |  |  | Autres CCs(**)                           | Autres CCs(**)                           | Autres CCs(**)                           | Autres CCs(**)                           | Autres CCs(**)                           | Autres CCs(**)                           |                        |                        |                        |                        |
| CC(**) Terre                           | CC(**) Terre   | CC(**) Terre   | CC(**) Terre   | CC(**) Terre   | CC(**) Terre   |  |  | CC(**) Air              | CC(**) Air              | CC(**) Air              | CC(**) Air              | CC(**) Air              | CC(**) Air              |  |  | CC(**) Mer                                                   | CC(**) Mer                                                   | CC(**) Mer                                                   | CC(**) Mer                                                   | CC(**) Mer                                                   | CC(**) Mer                                                   |  |  | Autres CCs(**)                           | Autres CCs(**)                           | Autres CCs(**)                           | Autres CCs(**)                           | Autres CCs(**)                           | Autres CCs(**)                           |                        |                        |                        |                        |
|                                        |                |                |                |                |                |  |  |                         |                         |                         |                         |                         |                         |  |  |                                                              |                                                              |                                                              |                                                              |                                                              |                                                              |  |  |                                          |                                          |                                          |                                          |                                          |                                          |                        |                        |                        |                        |
| Forces                                 | Forces         | Forces         | Forces         | Forces         | Forces         |  |  | Forces                  | Forces                  | Forces                  | Forces                  | Forces                  | Forces                  |  |  | Forces                                                       | Forces                                                       | Forces                                                       | Forces                                                       | Forces                                                       | Forces                                                       |  |  | Forces                                   | Forces                                   | Forces                                   | Forces                                   | Forces                                   | Forces                                   |                        |                        |                        |                        |
| Forces                                 | Forces         | Forces         | Forces         | Forces         | Forces         |  |  | Forces                  | Forces                  | Forces                  | Forces                  | Forces                  | Forces                  |  |  | Forces                                                       | Forces                                                       | Forces                                                       | Forces                                                       | Forces                                                       | Forces                                                       |  |  | Forces                                   | Forces                                   | Forces                                   | Forces                                   | Forces                                   | Forces                                   |                        |                        |                        |                        |

*Si une mission civile du PPSC se trouve également sur le terrain, la relation avec Capacité civile de planification et de conduite (CPCC) et son commandant des opérations civiles (Civ OpCdr), ainsi que le chef de mission subordonné (CDM), est coordonnée comme indiqué.
**Autres commandants de composante (CC) et directions des services qui peuvent être établis.
***Le MPCC fait partie de l’EMUE et le directeur du MPCC est également directeur général de l’EMUE. À moins que le MPCC ne soit utilisé comme quartier général des opérations (OHQ), un OHQ national offert par les États membres ou la structure de commandement de l’OTAN (NCS) servirait à cette fin. Dans ce dernier cas, le Commandant Suprême Adjoint des Forces Alliées en Europe (DSACEUR), plutôt que le directeur du MPCC, servirait de Commandant de l’Opération (OpCdr).
****À moins que le MPCC ne soit utilisé comme Quartier Général d’Opération (OHQ), le Commandant de la Force de Mission (MFCdr) serait connu comme Commandant de Force (FCdr), et dirigerait un Quartier Général de Force (FHQ) plutôt qu’un MFHQ. Alors que le MFHQ agirait à la fois au niveau opérationnel et tactique, le FHQ agirait uniquement au niveau opérationnel.
*****Le niveau stratégique politique ne fait pas partie de la structure C2 proprement dite, mais représente les organes politiques, avec les facilités de soutien associées, qui déterminent l’orientation générale des missions. Le Conseil de l’Union européenne détermine le rôle du haut représentant, qui est vice-président de la Commission européenne, assiste aux réunions du Conseil européen, préside le Conseil des affaires étrangères (CAE) et peut présider le Comité politique et de sécurité (CoPS) en temps de crise. Le haut représentant propose et met en œuvre les décisions PSDC.
******Même composition que le Comité des représentants permanents (COREPER) II, qui prépare également les travaux du CAE pour le CSDP.

### Financement
L'Institut est financé par les États membres de l'Union européenne en fonction de leurs PNB respectifs.

### Siège
Le siège de l'Institut est basé à Paris mais un bureau de liaison est également présent à Bruxelles.

## Missions
Il joue un rôle de think tank en menant des recherches sur les questions de sécurité pertinentes pour l’UE et en offrant une plate-forme pour le débat. Ses recherches sont destinées notamment aux autorités des États membres. En tant qu’agence de l’UE, il effectue également des analyses pour le Conseil de l’Union européenne et pour Federica Mogherini, Haute Représentante de l’Union pour les affaires étrangères et la politique de sécurité.

### Recherches et analyses
L’IESUE mène des recherches sur les questions relevant de la Politique étrangère et de sécurité (PESC), notamment de la Politique européenne de sécurité et de défense (PESD). Il couvre les relations de l’UE avec les États-Unis, les Balkans occidentaux, l’Afrique, la Méditerranée, le Moyen-Orient/Golfe, la Russie, le voisinage oriental et l’Asie, ainsi que les questions telles que la lutte contre le terrorisme, le désarmement et la non-prolifération, la prévention des conflits et la gestion des crises, le développement et la gouvernance, l’élargissement de l’UE.

### Publications
Les Cahiers de Chaillot sont le produit phare de l’Institut. Rédigés par des experts extérieurs ou par des chercheurs de l’Institut, et fondés sur un travail collectif ou une recherche individuelle, ils abordent tous les dossiers pertinents pour la sécurité européenne. L’Institut publie également les Occasional Papers, des livres, des rapports ainsi que des documents beaucoup plus courts – Policy Briefs et analyses.

## Sources

#### Droit dérivé
- Action commune  2001/554 du Conseil relative à la création d'un institut d'études de sécurité de l'Union européenne, 32001E0554, adoptée le 20 juillet 2001, JO du 25 juillet 2001, p. 1-4, entrée en vigueur le 20 juillet 2001, abrogée le 9 février 2014 par 32014D0075 [consulter en ligne, notice bibliographique]
- Action commune  2006/1002/PESC du Conseil modifiant l'action commune 2001/554/PESC relative à la création d'un institut d'études de sécurité de l'Union européenne, 32006E1002, adoptée le 21 décembre 2006, JO du 30 décembre 2006, p. 173-178, entrée en vigueur le 21 décembre 2006, abrogée le 9 février 2014 par 32014D0075 [consulter en ligne, notice bibliographique]
- Décision  2014/75/PESC du Conseil relative à l’Institut d’études de sécurité de l’Union européenne, 32014D0075, adoptée le 10 février 2014, JO du 12 février 2014, p. 13-17, entrée en vigueur le 10 février 2014  [consulter en ligne, notice bibliographique]

#### Institutions
- « Institut d’études de sécurité de l’Union européenne », sur Europa, 2016 (consulté le 12 octobre 2016)
- « Anciens directeurs », sur le site de l'Institut d'études de sécurité de l'Union européenne (consulté le 12 octobre 2016)
- « Directeur », sur le site de l'Institut d'études de sécurité de l'Union européenne (consulté le 12 octobre 2016)